# Ятта

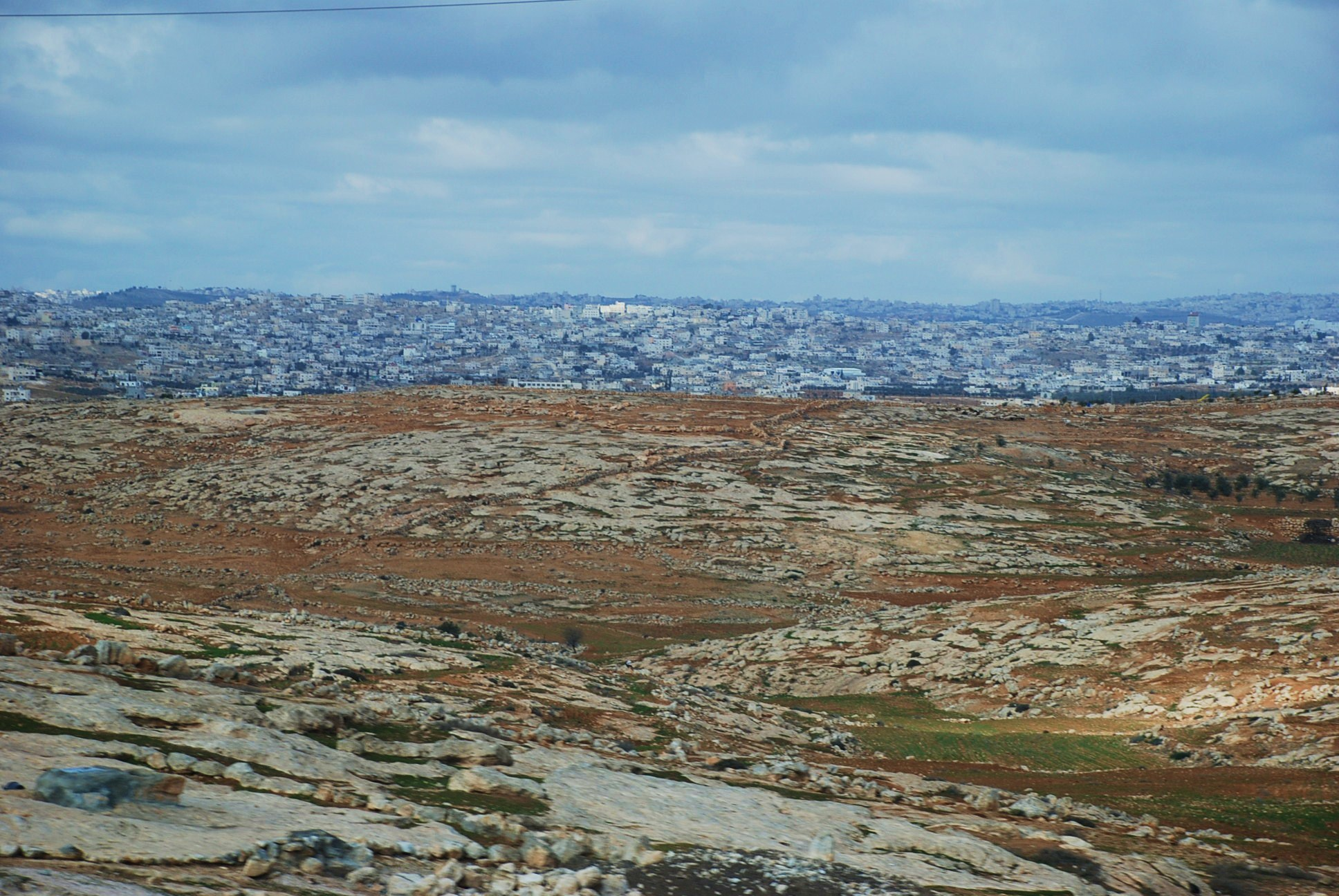
Ятта, 2012 г.

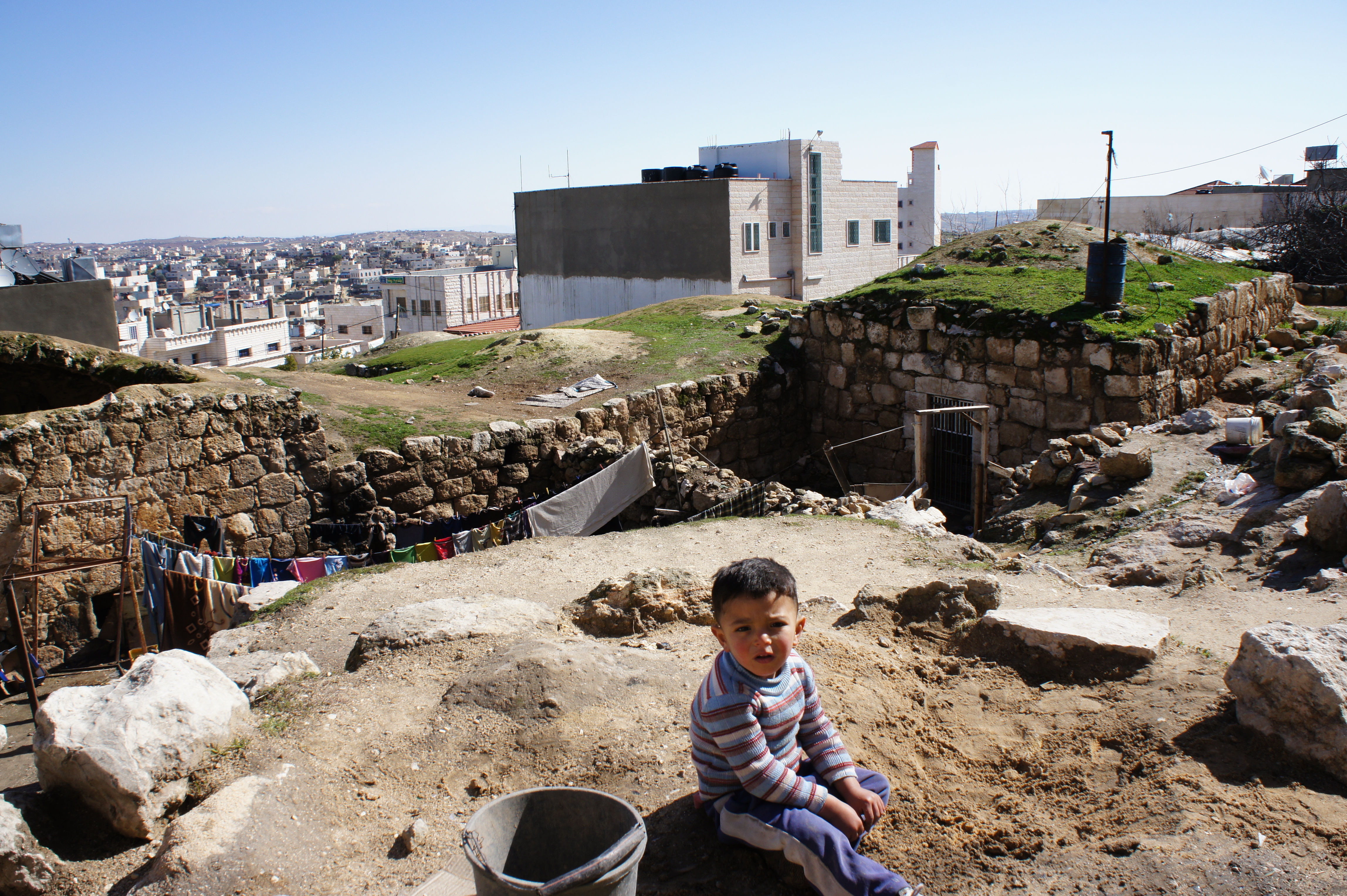
Ятта

Ятта (араб. يطّا‎, ивр. יטה‎) — населённый пункт в провинции Хеврон Палестины. Расположен примерно в 8 км к югу от Хеврона на Западном берегу. К югу от Ятты за разделительным забором расположена пустыня Негев.
Число жителей по оценкам 2006 года — 42 853 человек.

## География
Ятта находится на границе между плодородным районом, прилегающим к Хеврону, и пустыней хевронских гор.
Пустыня пригодна для сельскохозяйственных работ. Здесь расположены пастбища и выращивается ячмень.

## Политика
В ходе первой и второй интифад жители Ятты участвовали в терактах против израильтян.